# Erbín Trejo
Erbín Alejandro Trejo Macías (Ciudad de México, México, 3 de junio de 1990) es un futbolista mexicano. Juega de mediocampista. Actualmente se encuentra jugando en la Kings League Americas con club de cuervos.

## Debut
Debut Ascenso MX:
Jaguares de Chiapas vs Atlético Mexiquense, el domingo 9 de noviembre de 2008.
Debut Liga MX:
Toluca FC vs Chivas, el domingo 26 de julio de 2009. Lo debutó José Manuel de la Torre con Toluca en el Apertura 2009. Entró al minuto 62 por Néstor Calderón, jugando en casa contra Guadalajara, pero salió al minuto 80.

## Trayectoria

### Atlético Mexiquense
Tras un paso con la Tercera y Segunda División del Deportivo Toluca, empezó a jugar en el Atlético Mexiquense en 2008 para las fuerzas básicas del Club. Fue registrado con Toluca para el Apertura 2009.
Fue promovido de manera definitiva al Toluca en el Apertura 2009.

### Deportivo Toluca
Formando parte del Atlético Mexiquense fue tomado en cuenta por José Manuel de la Torre y fue registrado con el primer equipo para el Apertura 2009.
Fue uno de los muchos jugadores jóvenes que participaron en la Liga de Campeones de CONCACAF.

## Clubes
| Club                | País   | Año     |
| ------------------- | ------ | ------- |
| Atlético Mexiquense | México | 2008    |
| D. Toluca F. C.     | México | 2009-17 |
| Querétaro F. C.     | México | 2017-19 |
| C. A. Zacatepec     | México | 2019-20 |

## Selección nacional
En 2007 fue convocado para representar a México con la selección sub-17 donde tuvo actividad de 3 juegos entrando de cambio y acúmulo una tarjeta amarilla y una roja.

## Palmarés

### Títulos nacionales
| Título                     | Club      | País   | Año  |
| -------------------------- | --------- | ------ | ---- |
| Primera División de México | Toluca    | México | 2010 |
| Supercopa MX               | Querétaro | México | 2017 |